# 矮燈鱂
矮燈鱂（学名：Aplocheilichthys pumilus）為輻鰭魚綱鯉齒目鯉齒亞目花鳉科的其中一種，分布於非洲坦干伊喀湖流域，體長可達5.5公分，棲息在沿岸植被生長的溪流、湖泊，屬肉食性，生活習性不明，可做為觀賞魚。
其种加词“pumilus”意为“矮小的”。